# Nürnberški proces protiv nacističkih liječnika
Nürnberško suđenje najznačajnijim nacističkim liječnicima, (engl. United States of America v. Karl Brandt, et al.) naziv je za prvo od sveukupno 12 naknadnih suđenja njemačkim nacionasocijalistima nakon završetka Drugog svjetskog rata.
Održano je pred američkim vojnim sudom (Military Tribunal I) u njihovoj okupacijskoj zoni u Nürnbergu od 9. prosinca 1946. do 20. kolovoza 1947. godine.
To suđenje za kaznena djela podvrgavanja zatočenika logora smrti medicinskim eksperimentima i provođenjem programa eutanazije nad ljudima nevrijednih življenja ostavilo je neizbrisiv trag u razvoju međunarodnog kaznenog prava, ali i medicinskog prava, bioetike, kao i prava ljudskih prava.

## Optužnica
Dvadest liječnika i troje nacističkih dužnosnika optuženo je po sljedećim točkama optužnice:
1. Zločinačka zavjera radi počinjenja ratnih zločina i zločina protiv čovječnosti
2. Ratni zločini
3. Zločini protiv čovječnosti
4. Članstvo u zločinačkoj organizaciji

## Optuženi
O — optužen   K — optužen i proglašen krivim
| Ime                     | Fotografija | Položaj | Optužbe | Optužbe | Optužbe | Optužbe | Presuda i kazna                            |
|                         |             | | 1       | 2       | 3       | 4       |                                            |
| ----------------------- | ----------- | --- | ------- | ------- | ------- | ------- | ------------------------------------------ |
| Karl Brandt             |             | Osobni liječnik Adolfa Hitlera; SS Grupenfirer i Generalleutnant u Waffen SS; Povjerenik za zdravlje i sanitet (Reichskommissar für Sanitäts- und Gesundheitswesen); član istraživačkog savjeta (Reichsforschungsrat). Branitelj: Robert Servatius        | O       | K       | K       | K       | Smrtna kazna                               |
| Rudolf Brandt           |             | SS Standartenführer; Osobni referent Heinricha Himmlera; savjetnik ministra unutrašnjih poslova. | O       | K       | K       | K       | Smrtna kazna                               |
| Viktor Brack            |             | SS Oberführer i Sturmbannführer; glavni administrativni oficir u kabinetu NSDAP (Oberdienstleiter, Kanzlei des Führers der NSDAP). | O       | K       | K       | K       | Smrtna kazna                               |
| Karl Gebhardt           |             | SS Gruppenführer i Waffen SS Generalleutnant. Osobni liječnik Heinricha Himmlera. Glavni kirurg te liječnik SSa i policije (Oberster Kliniker, Reichsarzt SS und Polizei); predsjednik Crvenog križa.                                                     | O       | K       | K       | K       | Smrtna kazna                               |
| Waldemar Hoven          |             | SS Hauptsturmführer; i glavni liječnik u sabirnom logoru Buchenwald. | O       | K       | K       | K       | Smrtna kazna                               |
| Joachim Mrugowsky       |             | SS Oberführer; načelnik higijenskog instituta Waffen SS, liječnik SSa i policije. (Oberster Hygieniker, Reichsarzt SS und Polizei) (Chef des Hygienischen Institutes der Waffen SS).                                                                      | O       | K       | K       | K       | Smrtna kazna                               |
| Wolfram Sievers         |             | SS Standartenführer; načelnik organizacije Anenerbe i načelnik instituta za vojno znanstveno istraživanje (Institut für Wehrwissenschaftliche Zweckforschung); zamjenik predsjednika upravnog odbora istraživačkog vijeća (Reichsforschungsrat).          | O       | K       | K       | K       | Smrtna kazna                               |
| Fritz Fischer           |             | SS Sturmbannführer; asistent suoptužienog Karla Gebhardta u bolnici u Hohenlychenu. | O       | K       | K       | K       | Doživotni zatvor, preinačeno u 15 godina   |
| Karl Genzken            |             | SS Gruppenführer i Waffen SS Generalleutnant. Načelnik medicinskog ureda Waffen SS. | O       | K       | K       | K       | Doživotni zatvor, preinačeno u 20 godina   |
| Siegfried Handloser     |             | Generaloberstabsarzt; Medicinski inspektor armije (Heeressanitätsinspekteur); i načelnik medicinskih službi oružanih snaga (Chef des Wehrmachtsanitätswesens).                                                                                            | O       | K       | K       |         | Doživotni zatvor, preinačeno u 20 godina   |
| Gerhard Rose            |             | Glavni liječnik u zračnim snagama (Generalarzt der Luftwaffe) potpredsjednik, načelnik odjela za tropsku medicinu i profesor na institutu Robert Koch. | O       | K       | K       |         | Doživotni zatvor, preinačeno u 20 godina   |
| Oskar Schröder          |             | Generaloberstabsarzt (general medicinske službe); načelnik štaba inspektorata medicinske službe u Luftwaffeu (Chef des Stabes, Inspekteur des Luftwaffe-Sanitätswesens); načelnik sanitetske službe u Luftwaffeu (Chef des Sanitätswesens der Luftwaffe). | O       | K       | K       |         | Doživotni zatvor, preinačeno u 15 godina   |
| Hermann Becker-Freyseng |             | Liječnik u Luftwaffeu i načelnik odjela za medicinu u avijaciji. | O       | K       | K       |         | 20 godina zatvora, preinačeno u 10 godina. |
| Herta Oberheuser        |             | Liječnica u sabirnom logoru Ravensbrück; asistentica suoptužienog Karla Gebhardta u bolnici u Hohenlychenu. | O       | K       | K       |         | 20 godina zatvora, preinačeno u 5 godina.  |
| Wilhelm Beiglböck       |             | Liječnik (savjetnik) u Luftwaffeu. | O       | K       | K       |         | 15 godina zatvora, preinačeno u 10 godina  |
| Helmut Poppendick       |             | SS Oberführer; načelnik štaba liječnika SS i policije (Chef des Persönlichen Stabes des Reichsarztes SS und Polizei). | O       | O       | O       | K       | 10 godina zatvora                          |
| Kurt Blome              |             | Zamjenik načelnika zdravlja Reicha (Reichsgesundheitsführer); i opunomoćenik za istraživanja bolesti raka. | O       | O       | O       |         | Oslobođen                                  |
| Adolf Pokorny           |             | Liječnik, specijalist za bolesti kože i spolne bolesti. | O       | O       | O       |         | Oslobođen                                  |
| Hans-Wolfgang Romberg   |             | Liječnik u odjelu za medicinu u avijaciji. | O       | O       | O       |         | Oslobođen                                  |
| Paul Rostock            |             | Glavni kirurg klinike u Berlinu; kirurški vojni savjetnik; načelnik odjela za medicinsku znanost i istraživanje (Amtschef der Dienststelle Medizinische Wissenschaft und Forschung).                                                                      | O       | O       | O       |         | Oslobođen                                  |
| Siegfried Ruff          |             | Načelnik odjela za zrakoplovnu medicinu u institutu za eksperimentalnu avijaciju (Deutsche Versuchsanstalt für Luftfahrt) i poručnik u medicinskoj službi avijacije.                                                                                      | O       | O       | O       |         | Oslobođen                                  |
| Konrad Schäfer          |             | Liječnik u institutu za zrakoplovnu medicinu u Berlinu. | O       | O       | O       |         | Oslobođen                                  |
| Georg August Weltz      |             | Oberfeldarzt u Luftwaffeu; načelnik instituta za zrakoplovnu medicinu u Münchenu | O       | O       | O       |         | Oslobođen                                  |

Osuđeni na smrt obejšeni su 2. srpnja 1948. godine u zatvoru Landsberg u Bavarskoj.